# 尼爾·鄧恩
尼爾·鄧恩（Neal Dunn，1953年—）是美國佛羅里達州的一位共和黨政治家。他曾經在美國陸軍服役，軍銜少校。2016年，他當選為佛羅里達州第二國會選區的美國眾議院議員。他已經結婚並育有三子三女。